# La Rancherita
La Rancherita é uma comuna da província de Córdoba, na Argentina.